# Etorfin
Retorike (Imobilon ili M99) je polusintetički opioid sa analgetičkom potentnošću približno 1,000-3,000 puta većom od morfina. On je bio prvi put pripremljen iz oripavina 1960, koji se generalno ne javlja u ekstraktu maka nego u „slamkama maka“, i u srodnim biljkama: Papaver orientale i Papaver bracteatum. On se takođe može proizvesti iz tebaina.
Etorfin se često koristi za imobilizaciju slonova i drugih velikih životinja. Etorfin je legalno dostupan samo za veterinarsku upotrebu. Diprenorfin (M5050), takođe poznat kao Revivon, je antagonist opioidnog receptora koji može da se koristi u proporcionalnoj količini (1.3 puta) da se poništi dejstvo etorfina. Veterinarki preparat ovog leka je fatalan za ljude. Iz tog razloga paket leka uvek sadrži ljudski antidot.
Jedan od njegovih glavnih prednosti za opštu veterinarsku upotrebu je velika brzina dejstva, i što je još važnije, brzina sa kojom Revivon poništava njegove efekte. Na primer, primena alternativnih anestetika na skupim životinjama, kao što su trkački konji je vezana sa rizikom ozlede životinje dok se dejstvo anestetika gubi. Rapidno dejstvo Imobilona i Revivona omogućava povratak životinje na noge, kao i sticanja svesti o njenom okruženju, u toku relativno kratkog vremenskog perioda. Time se umanjuje tendencija za panikom i brzim kretanjem dok je životinja još uvek parcijalno pod uticajem anestetika. Ove osobine čine etorfin veoma popularanim među veterinarima.

## Farmakologija
Etorfin je agonist μ, δ, i κ opioidnih receptora. On takođe ima veoma slab afinitet za ORL1 nociceptin/orfaninski FQ receptor.

## Spoljašnje veze
- Etorfin Архивирано на веб-сајту  (1. март 2017)
- Molekul meseca

|  | Molimo Vas, obratite pažnju na važno upozorenje u vezi sa temama iz oblasti medicine (zdravlja). |